# Willys-Overland Motors
Willys-Overland Motors, conocida también simplemente como Willys, fue un fabricante estadounidense especializado en la industria automotriz. Fue fundada en el año 1908 por el industrial John Willys y cobró relevancia a nivel mundial por haber sido productora del vehículo todoterreno conocido como Jeep, el cual fue homologado por el Ejército de los Estados Unidos para su implementación en el frente de batalla, durante la Segunda Guerra Mundial. Si bien se acredita que el primer prototipo de este último vehículo fue producido por la firma American Bantam, una serie de deficiencias de este modelo permitieron una nueva apertura de licitación, en la cual el prototipo Willys MB obtuvo la aprobación, siendo considerado como la versión definitiva del mismo al presentar un impulsor más potente.
Durante la década del '10 (en el que se incluyó el período de la Primera Guerra Mundial), supo ser el segundo productor de automóviles de los Estados Unidos por detrás de la Ford Motor Company, sin embargo, la Gran Depresión del '29 provocó una abrupta merma que puso en peligro sus actividades. Esta situación fue la que dejó a Willys en inferioridad de condiciones al momento de presentar su revolucionario invento, del cual tuvo que ceder su licencia de producción a Ford para asegurar la normal provisión de material para las tropas en combate.
La producción de Willys se reestableció durante la posguerra, centrando sus esfuerzos en la producción de su Jeep pero orientándola hacia el público. A su vez, en 1953 estableció su primera filial por fuera de los Estados Unidos al crear la Willys-Overland do Brasil, subsidiaria que terminaría cerrando sus puertas en 1967 al ser adquirida por la filial local de Ford. Meses después, Willys fue absorbida por la Kaiser Motors pasando a denominarse Willys Motors Company. Tras esta adquisición, Kaiser decide reorganizarse en 1963 pasando a llamar a la compañía como Kaiser Jeep Corporation, convirtiendo al mismo tiempo al término Jeep en una nueva marca de vehículos en reemplazo de la legendaria Willys. De esta manera, la producción de esta marca finalizó en los Estados Unidos, siendo sustituida por la actual Jeep. 
Más allá de esto, la marca continuó siendo producida en Brasil, donde la compañía Willys-Overland se mantuvo hasta 1967 cuando se produjo la fusión con la Ford Motor do Brasil, quien continuó produciendo coches bajo la marca Willys hasta el año 1984.

## Historia

### Inicios

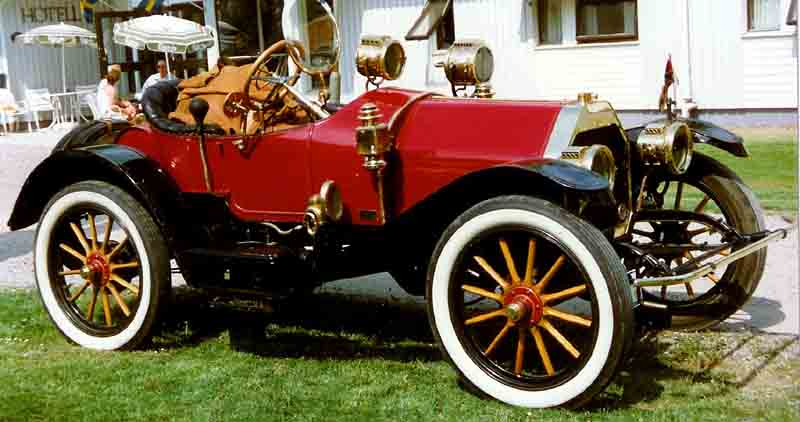
Overland 38 Roadster de 1910. Uno de los primeros modelos producidos por la compañía.

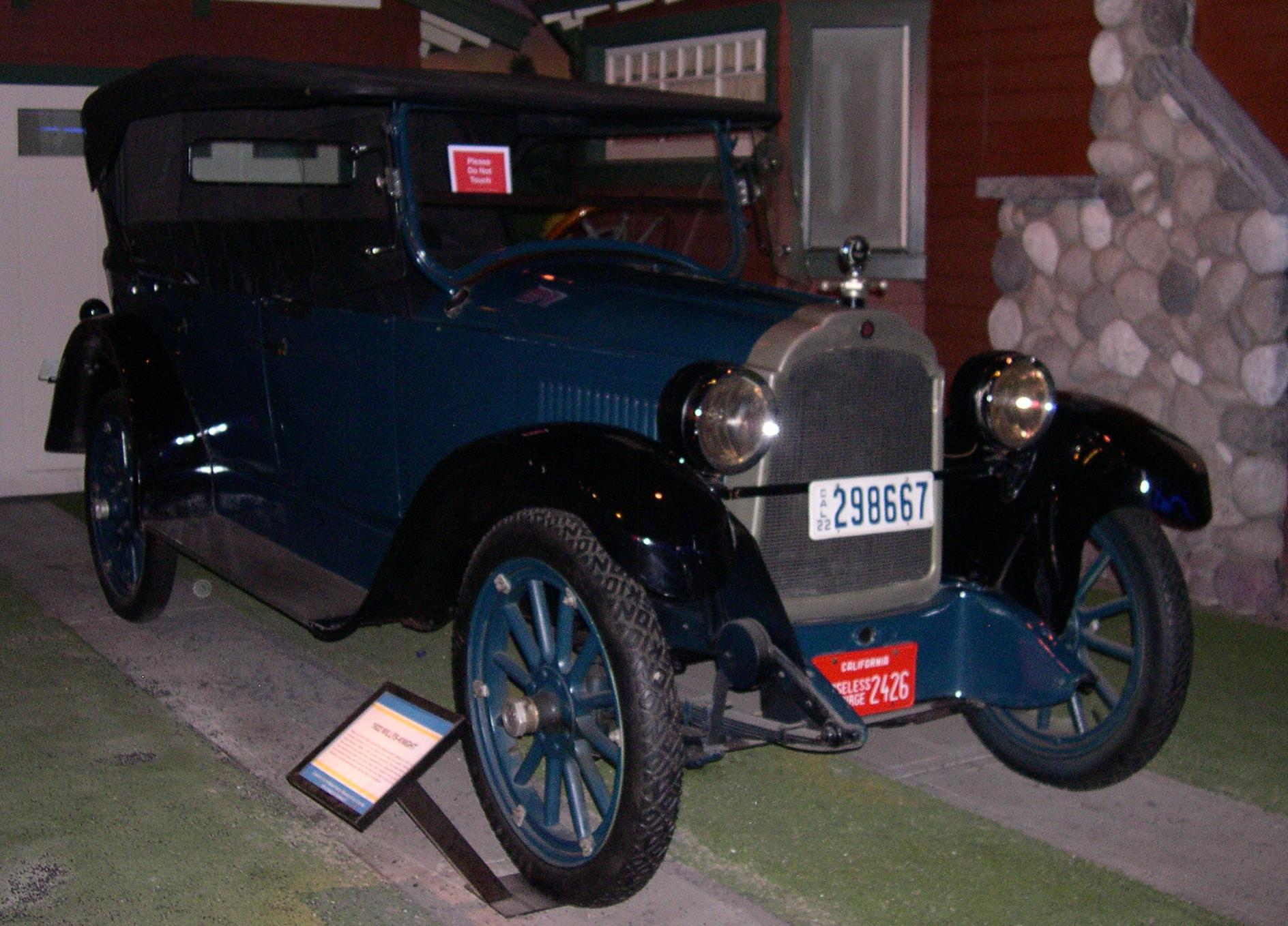
Willys-Knight 20, modelo 1922.

Durante la década de 1900, el comerciante estadounidense John North Willys montó un comercio minorista de automóviles en la localidad de Elmira, Nueva York, donde se dedicó a la venta y representación oficial de la división Overland Automotive de la Standard Wheel Company. Sin embargo, los continuos problemas en el abastecimiento de suministros lo llevaron a tomar la decisión de adquirir esta compañía, hecho que se terminó concretando en el año 1908. Tras haber adquirido esta empresa, Willys la reestructuró y en 1912 pasó a denominarla Willys-Overland Motors, iniciando una nueva etapa en la industria automotriz. El crecimiento de Willys-Overland fue tal, que en 1913 adquirió una licencia para producir motores desarrollados por Charles Knight, con sistema de válvulas de camisa, lo que permitió el inicio de la producción de una serie de automóviles que fueron conocidos como Willys-Knight. La expansión de Willys incluyó la compra de la Electric Autolite Company en 1914. Previamente, se había hecho con las acciones de la Marion Motor Car Company en 1909 y un predio perteneciente a la quebrada firma Pope Motor Car Company, en la localidad de Toledo, Ohio. Allí, Willys trasladó toda la producción de sus vehículos levantando una importante fábrica, mientras que en 1912 terminó por tomar la decisión de renovar el nombre de su empresa por el de Willys-Overland Motors Company. Las acciones de esta nueva compañía se amplificaron con la llegada de la firma Ewards Motor Company en 1913, la Russell Motor Car Company de Toronto, Canadá en 1916 y la New Process Gear en 1917. Esto último, le permitió a Willys convertir a su empresa en la Willys-Overland Corporation. La lista de compras se agrandó en 1919, al ser adquirida una planta en Elizabeth (Nueva Jersey) que perteneció a la Duesenberg Motors Company. Durante esta primera etapa de producción, la nueva Willys-Overland alcanzó la segunda posición como productora de vehículos de los Estados Unidos, siendo apenas superada por la Ford Motor Company, entre los años 1912 y 1918.
A mediados de la década del '20, Willys-Overland adquirió una nueva compañía al hacerse con las acciones de la F. B. Stearns and Company continuando con la producción de los modelos de lujo Stearns, a los que se los equipó con los impulsores Knight, dando origen a la gama Stearns-Knight. A su vez, fue levantada una nueva planta en Indianápolis a donde debía trasladarse toda la producción de la planta de Elizabeth, destinandose una parte de la misma para la producción del Willys Six, sin embargo, la depresión de 1920 producida por la posguerra puso en jaque las acciones de Willys-Overland. Los bancos asumieron el control de la Willys, quienes a su vez contrataron al empresario Walter Percy Chrysler para sanear la situación. Una de las primeras medidas tomadas, fue la suspensión de la producción justamente del Willys Six, del cual se lo consideraba como un verdadero fracaso industrial. Sin embargo, su base fue tomada por el propio Chrysler para desarrollar un prototipo al cual llamó Chrysler Six. Para ello, contó con un equipo de ingenieros conformado por los ingenieros Frederick Morrell Zeder , Owen Ray Skelton y Carl Breer, quienes provenían de la Studebaker donde fueron conocidos como "The Three Musketeers" (Los tres mosqueteros).
Sin embargo, la situación se complicó al descubrirse que los fondos que se habían reservado para pagarle a Chrysler por su colaboración en la empresa fueron dilapidados por la sucursal de Willys en Toledo, lo que provocó la suspensión del proyecto Chrysler Six. Chrysler abandonó su puesto en la Willys en 1922. La necesidad de obtener divisas para salvaguardar la empresa, provocó que tanto la planta de Elizabeth como el prototipo Chrysler sean vendidos a William C. Durant, quien sobre su base desarrolló el automóvil Flint. A su vez, la planta de Elizabeth fue destinada para la producción de modelos de la marca de bajo costo Star.
Tras su salida de Willys, Walter Chrysler y sus tres ingenieros se mudaron más tarde a la Maxwell-Chalmers donde continuaron su trabajo hasta finalmente lanzar la versión definitiva del Chrysler Six en enero de 1924. Las sumas obtenidas por Chrysler a partir de la venta de su nuevo automóvil, le permitieron finalmente adquirir en 1925 la totalidad de la Maxwell-Chalmers, constituyendo sobre su base la Chrysler Corporation.

### Durante la Gran Depresión

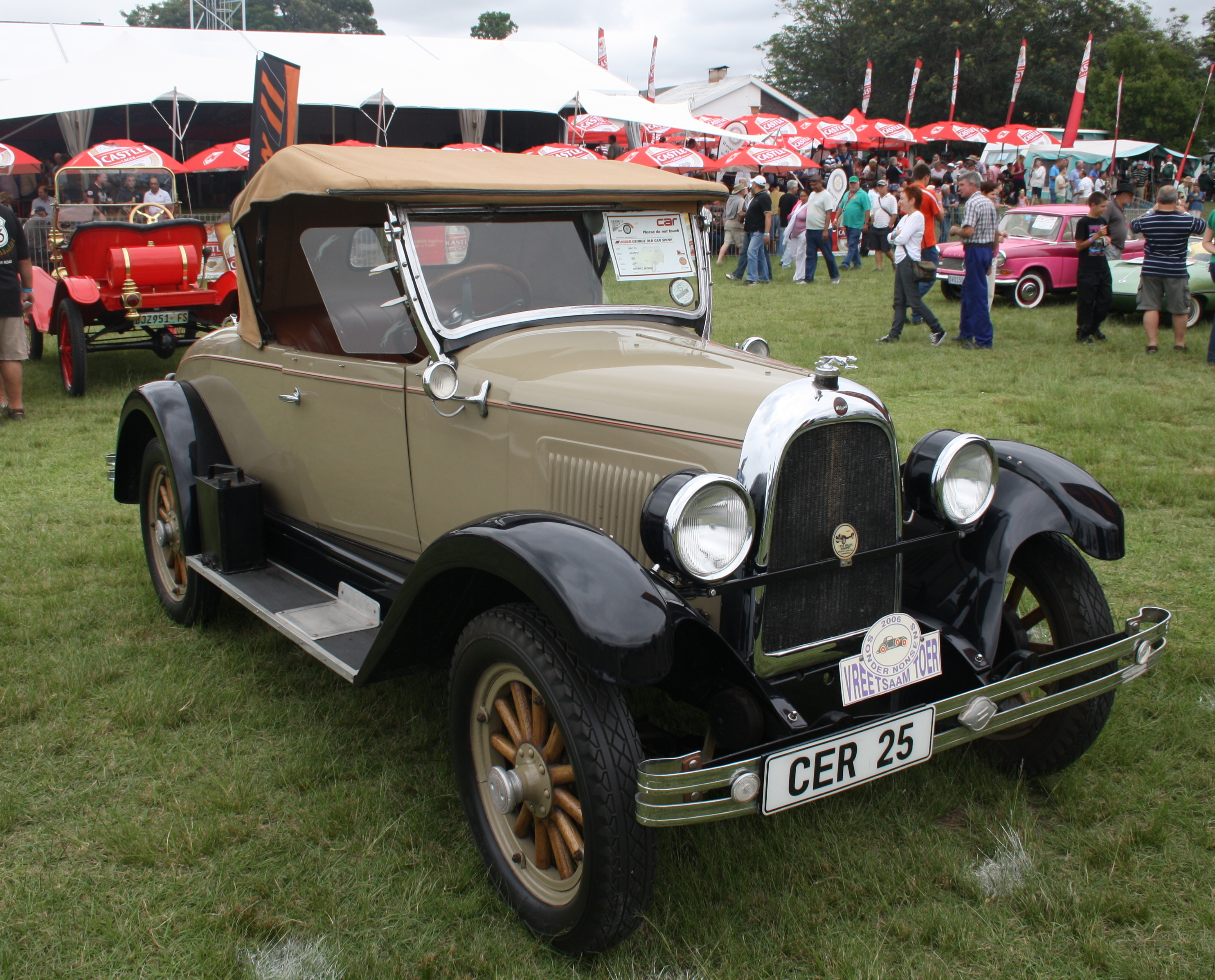
Willys-Whippet de 1928

En 1926, Willys presenta una nueva gama de automóviles a los cuales denomina como Willys Whippet. Estos modelos eran coches pequeños y de bajo costo y fueron presentados para dar reemplazo a la línea Overland Automotive, que de esta forma desaparecía definitivamente como marca del mercado automotor. Sin embargo, la producción de esta y de otras marcas nucleadas a la Willys prontamente se vieron afectadas por efectos de la Gran Depresión de los años 1930. La principales marcas de Willys tuvieron que ser eliminadas, tales los casos de los Stearns-Knight cuya marca fue liquidada en 1929 y sustituida por los modelos Willys Six y Eight, mientras que los Whippet fueron producidos hasta el año 1931. Finalmente, la línea Willys-Knight fue cancelada en 1933. Un año antes, en 1932, Ward M. Canaday, quien venía haciendo publicidad para la compañía desde 1916 antes de convertirse en un empleado a tiempo completo, asumió el cargo de presidente y ayudó a guiar a la compañía a través de su etapa administrativa judicial.
En ese tiempo, Willys decidió reiniciar sus tableros para comenzar con la proyección de dos nuevos modelos, un 4 cilindros que fue denominado Willys 77 y un 6 cilindros llamado Willys 99, pero debido a que la empresa se encontraba nuevamente al borde de la bancarrota, solo el 77 entró en producción. Fue así que para paliar la situación, se comenzó con una reorganización masiva que incluyó la venta de su filial canadiense que se encontraba financieramente débil. De esta forma, solamente la planta principal de ensamblaje y algunas fábricas más pequeñas seguían siendo propiedad de Willys-Overland, mientras que el resto de los activos fueron vendidos a una nueva sociedad que rentó algunas de esas propiedades a la propia Willys. La reorganización incluyó un recambio en la razón social de la firma, que en 1936 pasó de denominarse Willys-Overland Motor Company a Willys-Overland Motors.
En 1937 Willys rediseñó el modelo de 4 cilindros, al cual proveyó de un carrozado semirrevestido con parabrisas inclinado, faros integrados a los guardabarros y una capota redondeada de una pieza, con bisagras transversales en la parte trasera. En 1939, el Model 39 también recibió actualizaciones al presentar frenos hidráulicos Lockheed, un aumento de dos pulgadas en su distancia entre ejes y un motor mejorado de 4 cilindros y 134 pulgadas cúbicas, con una potencia aumentada de 48 a 61 HP. El Model 39 fue comercializado bajo la marca Overland y como Willys-Overland, pero no bajo la marca Willys.
A pesar del duro golpe que significó la depresión del '29, Willys consiguió sin embargo aumentar su capacidad productiva al levantar una nueva planta, la cual se ubicó en lo que hoy es conocido como el 6201 de la Randolph Street, en Commerce City, California. Esta fábrica produjo automóviles hasta la llegada de la Segunda Guerra Mundial, siendo redireccionada su producción a la construcción y ensamblaje de aviones para la división Hudson Bombers. Finalizada la guerra, la fábrica retomó su antigua tarea de producción de automóviles, siendo años más tarde una de las dos plazas donde se produjeron los primeros Jeep CJ2A, como así también se produjo en la misma los primeros Aero-Willys. Finalmente, esta fábrica fue desactivada en 1954, mientras que en el sitio donde se levantaba la misma esta actualmente ocupado por el Centro de Distribución de Prologis Eaves.

### La Segunda Guerra Mundial. El nacimiento de una leyenda

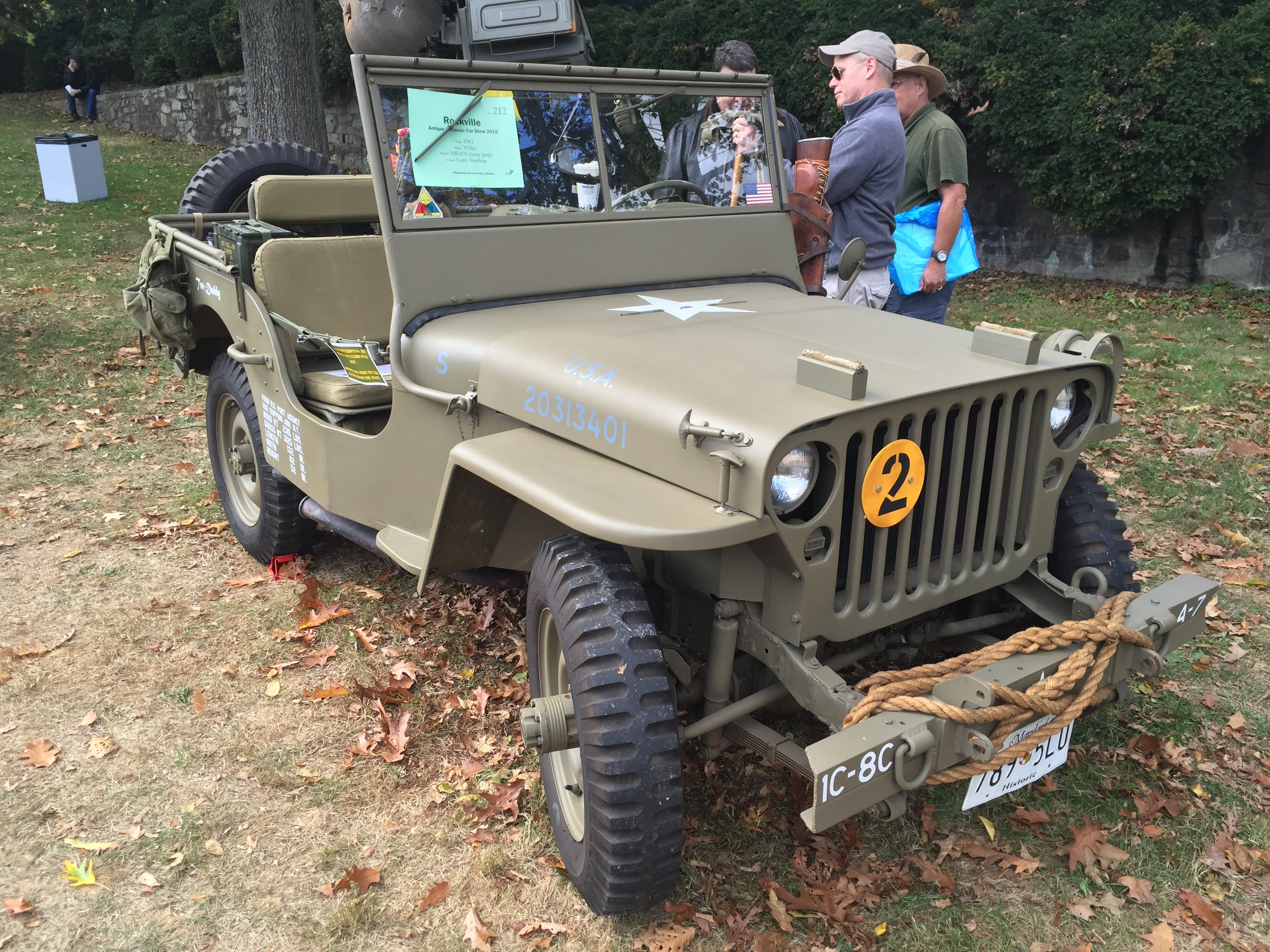
Willys MB de 1943

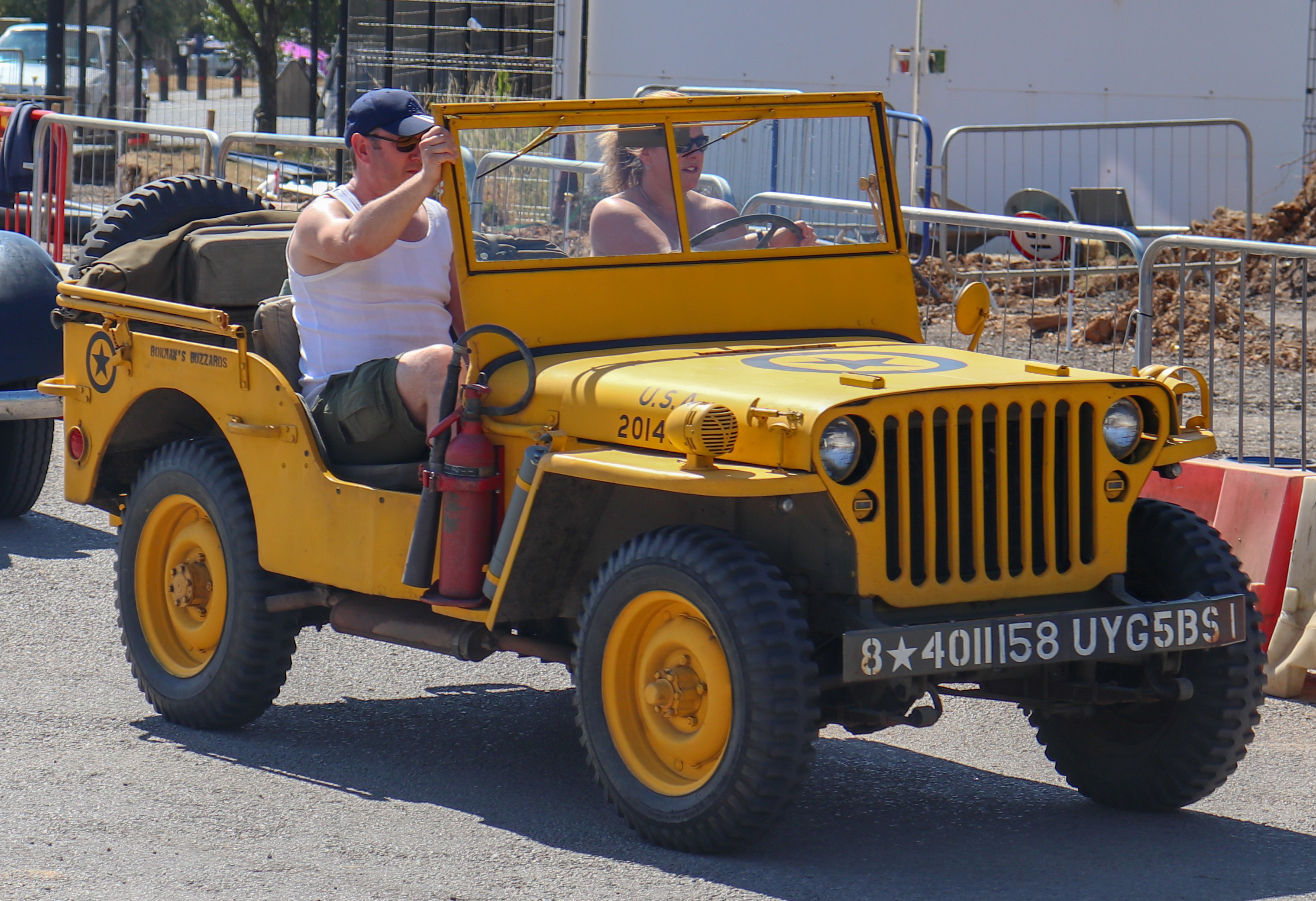
Ford GPW, gemelo del Willys MB.

Tras el ingreso de los Estados Unidos a la Segunda Guerra Mundial, uno de los elementos que precisaban las tropas americanas era un medio de transporte que sirva para traslado del material humano por el frente, con la finalidad de agilizar el envío de mensajes entre las tropas y el alto mando, a la vez de permitir el reconocimiento de los terrenos con mejor desempeño. Hasta ese momento, era muy común la utilización de motocicletas para estas tareas. Sin embargo la poca seguridad que las mismas presentaban y las dificultades de avance en los diferentes tipos de terrenos, motivó la necesidad de crear un nuevo vehículo capaz de atravesar esa clase de dificultades de terreno, a la vez de agilizar los movimientos logísticos en el frente.
Sin embargo, los planes de creación de este nuevo medio móvil dataron desde antes de que ocurriesen los hechos que provocaron este ingreso (el Ataque a Pearl Harbor), más precisamente en febrero de 1940. En esa fecha, el Gobierno de los Estados Unidos realizó un llamado a licitación con el fin de proponer a los fabricantes la posibilidad de proyectar y producir un vehículo de características únicas, con la capacidad de trasladarse en cualquier tipo de terreno y ante cualquier situación, a la vez de garantizar la seguridad del material humano permitiendo también el reemplazo de las motocicletas. De esta forma, el Ingeniero Charles Payne de American Bantam Company (que ya venía prestando colaboración con el Ejército estadounidense) junto al Jefe de Infantería de la Quartermasters Corp. (empresa tercerizada especializada en el desarrollo de armamento militar) comenzaron a dictar los lineamientos de como debería ser el vehículo ideal que permitiese llegar al objetivo buscado. De esta forma y tras unas exhaustivas pruebas realizadas sobre una serie de vehículos Bantam, fue que se llegaron a las siguientes conclusiones para lograr el vehículo deseado. Este vehículo debía presentar como requisitos:
- Una tracción de árbol delantera con un transfer de 2 velocidades, incluyendo una cápsula provisional para desacoplar la tracción delantera.
- Una carrocería de diseño rectangular con un parabrisa plegable y 3 baquetas.
- Incremento de potencia actual.
- Enganche para remolques.
- Montura para ametralladora de 30 mm.
- Filtro de aire de aceite.
- Frenos hidráulicos.
- Distancia entre ejes de 1,905 m (75").
- Altura máxima de 0,9144 m (36").
- Peso máximo de 544,31 kg (120 lbs).
- Ángulo de ataque (entrada) 45°.
- Ángulo de salida 40°.
- Debería alcanzar 80 km.h (50 mph) sobre superficies duras.

De esta forma, el Gobierno estadounidense lanzó el llamado a licitación para la producción de sus vehículos en julio de 1940, recibiendo respuestas solo de tres fabricantes: La citada American Bantam, la Willys-Overland Motors y la Ford Motor Company. El pedido constó de una primera entrega de 71 unidades pudiéndose dividir en dos tandas de entrega. Esta licitación fue lanzada bajo el nombre clave de Proyecto GP, del cual las siglas GP hacían alusión al término inglés General Purpose (Propósitos Generales), indicando la utilidad que se le daría a los vehículos. 
Si bien de las tres firmas fue Willys la que presentó el presupuesto más bajo para llevar adelante la producción, Bantam consiguió asegurarse la licitación al solicitar 49 días para la presentación de la primera unidad y 75 días más para los 70 restantes. Willys había solicitado 75 días para su primera unidad y 120 más para entregar el resto. Sin embargo, a pesar de haber ganado Bantam la licitación, el Ejército aconsejó a Willys y Ford continuar con el desarrollo de sus unidades experimentales, a fin de poder evaluarlas a futuro.
El 23 de septiembre de 1940, Bantam cumplió con su primera entrega al presentar su prototipo en el plazo estipulado. El mismo, cumplía con muchos de los requerimientos exigidos por el Gobierno, con excepción de dos de ellos: Su peso final de 920 kg y su sistema de tracción simple con transmisión a las ruedas traseras. Al evento de lanzamiento fueron diferentes personalidades, entre ellas el ingeniero Gene Rice, jefe de diseño de Willys, quien al ver y observar las cualidades del nuevo Bantam, regresó a los cuarteles generales de Toledo donde dictó a su equipo nuevas pautas para el desarrollo del prototipo, lo que permitió sobre la marcha cambiar algunos aspectos a la hora de presentar el prototipo final.
El 11 de noviembre de 1940, Willys hizo su presentación llevando ante los altos mandos dos prototipos a los cuales bautizó como "Willys Quad". El primero de ellos presentaba un sistema de tracción variable, pudiéndose optar por un modo de tracción total o la posibilidad de desconectar la tracción delantera, a fin de trasladar la transmisión al eje trasero, mientras que el segundo presentaba un sistema de tracción total fija. Esta alternativa, fue el punto fuerte que terminó jugando a favor de Willys y en desmedro de Bantam, en cuanto a la decisión final del Gobierno para iniciar la producción del vehículo. La escena se terminó de completar con la cesión de los planos de la Bantam a Willys por parte del Ejército. 
Si bien, el prototipo de Willys corría con más ventaja que el prototipo de Bantam, resultó ser más pesado al totalizar 1089 kg de peso bruto. A pesar de ello, el Willys continuaba contando con la preferencia del ejército debido a las bondades de su motor, el cual cumplía con las especificaciones de potencia solicitadas, mientras que sus 105 lbs-pie de torsión excedían las cifras estipuladas y se destacaban ante las 83 y 85 lbs-pie de los vehículos de Bantam y Ford. Al mismo tiempo, el motor Willys corría con la ventaja de ser un impulsor que ya venía siendo producido en comparación a los relativamente nuevos motores de la Bantam y de Ford.
Estas prestaciones hicieron del motor Willys una pieza de alto valor para la marca, por lo que se buscó la posibilidad de restar peso desde otros aspectos, sin alterar la fisonomía del impulsor. Fue así que el prototipo fue llevado nuevamente a producción donde fue desarmado y revisado pieza por pieza. Tras un trabajo exhaustivo, que requirió el redimensionamiento de piezas y la eliminación de otras, finalmente se consiguieron reducir 198 kg del peso original del coche. Previamente a esto y para fortuna de todos los prototipos producidos, el peso nominal del proyecto fue elevado de 590 a 980 kg, luego de ser considerada la primera cifra como poco real para un vehículo con las características de los prototipos presentados.
Luego de ser presentados y evaluados, se elaboró un pedido de 4500 unidades (1500 por cada empresa), a fin de iniciar una serie exhaustiva de pruebas. Tras concretarse la entrega de estas 4500 unidades en junio de 1941, el ejército resolvió uniformar la producción de las unidades eligiendo como base el prototipo de Willys, aunque agregándole elementos de los Bantam y Ford. Un mes más tarde, Willys terminó por ganar la licitación para producir las primeras 16000 unidades de su prototipo, fabricando a un ritmo de 125 unidades por día, para lo cual también fue evaluada la capacidad productiva de cada empresa, siendo la de Willys superior a la de Bantam. De esta forma, vio la luz el Willys MA, primer prototipo de vehículo todoterreno especificado para su uso como transporte en teatros de combate.
Si bien Willys fue la elegida para iniciar la producción del vehículo concebido bajo las especificaciones del Proyecto GP, prontamente la demanda desbordó su capacidad productiva, por lo que debió compartir la fabricación de su producto con Ford logrando un mayor ritmo de producción. Al mismo tiempo, esta acción se vería beneficiada por la estandarización y unificación de los criterios de producción, lo que permitió por un lado la renovación del producto de Willys y el lanzamiento oficial del producto de Ford. De esta forma, en 1943 fueron presentados los modelos Willys MB y su gemelo Ford GPW.
Finalmente y tras la presentación de este vehículo ante las fuerzas armadas, el constante uso de la fonética inglesa de las siglas GP (Yi-pi) para denominar a este vehículo, como así también otras alternativas atribuidas al ingenio popular, terminaron por dar origen al nombre con el cual fue bautizado definitivamente esta clase de vehículos. De esta forma, tuvo su origen la producción del todoterreno que a partir de ese momento, comenzó a ser conocido como Jeep.
- [16]

## Legado
A pesar de haberse cancelado su producción luego de la compra por parte de Kaiser en 1953 y de su sustitución por la marca Jeep en 1965, la marca Willys-Overland Motors fue reflotada a mediados de 1970 aunque ya no como constructora de vehículos, sino como un taller de restauración de unidades. En este aspecto, la "Nueva Willys" ofrece a sus clientes la posibilidad de restauración de sus unidades al 100%, con la implementación del sistema de carrocerías "Repli-Tubs" el cual consiste en un kit completo de carrocería producido en Filipinas, pero conservando las líneas originales de producción de estos vehículos. Al mismo tiempo, este taller posee también espacio para restauraciones parciales de las carrocerías originales. El ideólogo de este proyecto que busca rejuvenecer a las unidades producidas por la vieja Willys es Jay Margolies, quien es propietario del taller y presidente de la nueva Willys. Este taller de restauración que homenajea al antiguo productor del legendario Jeep, se encuentra ubicado en el 520 de la E Woodruff Avenue, en Toledo.